# شهرستان پراهووا
شهرستان پراهووا (به لاتین: Prahova County) یک județ در رومانی است که در رومانی واقع شده‌است.

## خصوصیات
شهرستان پراهووا ۷۶۲٬۸۸۶ نفر جمعیت دارد.